# Serifos (gmina)
Serifos (gr. Δήμος Σερίφου, Dimos Serifu) – gmina w Grecji, w administracji zdecentralizowanej Wyspy Egejskie, w regionie Wyspy Egejskie Południowe, w jednostce regionalnej Milos. W jej skład wchodzi między innymi wyspa Serifos. Siedzibą gminy jest Serifos. W 2011 roku liczyła 1420 mieszkańców.